# Верко Наталія Лук'янівна
Наталія Лук'янівна Верко (нар. 1957, село Михайлівка Кіровоградської області) — українська радянська діячка, вишивальниця Вінницького виробничо-художнього об'єднання «Вінничанка» Вінницької області. Депутат Верховної Ради СРСР 11-го скликання.

## Біографія
Закінчила восьмирічну школу в селі Михайлівці на Кіровоградщині. Навчалася в сільськогосподарській школі, працювала на плодоовочевому консервно-сушильному заводі. 
Освіта середня. Член ВЛКСМ.
З 1974 року — учениця вишивальниці, з 1975 року — вишивальниця головного підприємства Вінницького виробничо-художнього об'єднання «Вінничанка» у місті Вінниці. Ударник комуністичної праці.

## Нагороди
- медаль «За трудову відзнаку»
- медалі
- Почесна Ленінська грамота